# Ćele kula
Ćele kula (posrbljen turški izraz Kelle Kule: stolp iz lobanj) je kostnica v obliki stolpa v Nišu. Stolp so zgradili Turki in vanj kot opomin krajevnemu prebivalstvu vzidali lobanje srbskih upornikov, pobitih med prvo srbsko vstajo na Čegru.
Bitka na Čegru je trajala od 19. do 31. maja 1809 in se je končala s porazom Srbov. Niški Kuršid paša je glave poražencev odrte in nagačene poslal sultanu v Carigrad, iz lobanj pa ob poti velel sezidati stolp. V stolp pravokotne oblike je bilo na vsaki strani vzidanih 14 vrst s po 17 lobanjami, skupaj torej 952. V zgodnjih 1860. je Mithad paša, takratni vodja niškega pašaluka, ukazal stolp porušiti, vendar krajevni Turki tega niso dopustili.
Po osvoboditvi izpod turške nadoblasti je stolp postal simbol srbskega upora. Leta 1892 so okoli stolpa po načrtih beograjskega arhitekta Leka zgradili kapelo. Do danes se je ohranilo le 58 lobanj; ostale so izdrli in jih pokopali ali so drugače propadle. Ohranila se je tudi lobanja vodje upora, Stevana Sindjelića. Srbske oblasti si prizadevajo za uvrstitev Ćele kule na Unescov seznam svetovne dediščine.